# Gernot Lucas
Gernot Lucas (* 31. März 1938 in Hermeskeil) ist ein deutscher Architekt, Innenarchitekt und Hochschullehrer.

## Leben und Wirken
Lucas besuchte von 1950 bis 1958 als externer Schüler das Aloisiuskolleg in Bad Godesberg. In der Zeit von 1950 bis 1952 wurde er dort mehrfach von einem Pater sexuell missbraucht. Als 2010 die Missbrauchsfälle am Aloisiuskolleg bekannt wurden, gehörte er zu den wenigen Opfern, die sich namentlich in der Öffentlichkeit für die Aufklärung des Skandals einsetzten.
Ab 1955 war Lucas Gasthörer am Institut für Kunstgeschichte der Universität Bonn, unter anderem bei Heinrich Lützeler und Herbert von Einem. 1958 erlangte er das Abitur und begann im gleichen Jahr ein Architekturstudium an der Universität Stuttgart, das er 1965 mit dem Diplom abschloss. Anschließend war er von 1965 bis 1967 wissenschaftlicher Assistent am Lehrstuhl für Baukonstruktion und Entwerfen bei Günter Wilhelm. Seine Promotion -(über Schulbau und Gesamtschulplanung)- zum Dr.-Ing. absolvierte er 1968 bei den Professoren Rolf Gutbier, Hanson, von Sydow. Danach war er als freiberuflicher Architekt und Innenarchitekt im Rheinland tätig. Er wurde 1969 an die Kölner Werkschulen als Lehrbereichsleiter Architektur / Innenarchitektur (Nachfolger von Georg Maria Lünenborg, vorher: Richard Riemerschmid) berufen.
Nach Schließung der Architekturabteilungen der Kölner Werkschulen 1973 (und deren Verlegung nach Köln-Deutz) lehrte Lucas an der TH Köln im Fachbereich Architektur als Professor für „Entwerfen und Architekturtheorie“. Dort vermittelte Lucas seinen Studenten überwiegend das Thema Entwurf. Nach seiner Aussage hat ihn sein zweites Aufgabengebiet, die Architekturtheorie, „nie besonders interessiert“. Vielleicht vermittelte er den Studenten aus diesem Grund die Architekturtheorie so spielerisch. Er war in der Riege der Dozenten trotzdem „die Anlaufstelle“ für Theorie. Er motivierte die Studenten sehr, alles auszuprobieren, Skizzen zu fertigen, Modelle zu bauen und vor allen Dingen „niemals mit einer Arbeit länger als einen Tag zufrieden zu sein“. Seine Vorlesungen waren immer sehr gut besucht. Von 1992 bis 1994 war er Dekan des Fachbereichs Architektur. Zum 31. Juli 2003 wurde er pensioniert.
Im Rahmen seiner Projekte beschäftigte sich Lucas mit Industriebau, Wohnbau und Ausstellungsbau (Centre Georges-Pompidou, Deutsches Architekturmuseum, UNESCO-Zentrale, Universität Paris). Er forschte unter anderem auf den Gebieten Hochschulreform in Europa bzgl. Architektur und Bauen in den Tropen, insbesondere zur Lehmarchitektur.
Lucas ist verheiratet und Vater mehrerer Söhne.